# 清須料金所
清須本線料金所（きよすほんせんりょうきんじょ）は、愛知県清須市にある名古屋高速道路6号清須線の本線料金所である。

## 概要
料金所は南行（都心環状線方面）のみ設置されている。清須入口と16号一宮線および名古屋第二環状自動車道から流入する車の料金収受を行う本線集約料金所である。

## 料金所

### 都心環状方面
- レーン数：7
  - ETC専用：4
  - 一般：3

## 沿革
- 2007年（平成19年）12月9日 : 6号清須線開通と同時に開設[3]

## 隣
名古屋高速6号清須線
(602,603)鳥見町出入口 - 清須TB - (604,614)清須出入口